# Sadunc
Sadunc – wieś w Armenii, w prowincji Aragacotn. W 2011 roku liczyła 208 mieszkańców.